# ウェスト・リッジ
ウェスト・リッジ（West Ridge）は、イリノイ州シカゴのコミュニティ・エリアの1つでノース・サイドに位置している。

## 地形
シカゴの北に位置しており、北にはエバンストン、東にはロジャーズ・パーク、西にはノース・パーク、南にはリンカーン・スクウェアと接している。ウェスト・リッジには、ウェスト・ロジャーズ・パーク、ウェスト・リッジ、ノータウン、ピーターソン・パーク、ローズヒルの5つの地域がある。
ウェスト・リッジの北部のゴールデン・ゲットーと呼ばれる地域は1930年にユダヤ人のコミュニティーとして発展してきた。
ウェスト・リッジはアジア系の人が多くすんでおり、人口の20パーセントがアジア系である。